# Mithrax pilosus
Mithrax pilosus är en kräftdjursart som beskrevs av M. J. Rathbun 1892. Mithrax pilosus ingår i släktet Mithrax och familjen Mithracidae. Inga underarter finns listade i Catalogue of Life.